# Liste der Biografien/Arw
Liste der Biografien |
Portal Biografien |
Personensuche
# |
A |
B |
C |
D |
E |
F |
G |
H |
I |
J |
K |
L |
M |
N |
O |
P |
Q |
R |
S |
T |
U |
V |
W |
X |
Y |
Z |
?
 
Aa |
Ab |
Ac |
Ad |
Ae |
Af |
Ag |
Ah |
Ai |
Aj |
Ak |
Al |
Am |
An |
Ao |
Ap |
Aq |
Ar |
As |
At |
Au |
Av |
Aw |
Ax |
Ay |
Az
 
Ara |
Arb |
Arc |
Ard |
Are |
Arf |
Arg |
Arh |
Ari |
Arj |
Ark |
Arl |
Arm |
Arn |
Aro |
Arp |
Arq |
Arr |
Ars |
Art |
Aru |
Arv |
Arw |
Arx |
Ary |
Arz
Die Liste der Biografien führt alle Personen auf, die in der deutschsprachigen Wikipedia einen Artikel haben. Dieses ist eine Teilliste mit 15 Einträgen von Personen, deren Namen mit den Buchstaben „Arw“ beginnt.

## Arw

### Arwa
- Arwa bint Ahmad (1050–1138), Königin der Sulaihiden (1086–1138)
- Arwas, Victor (1937–2010), britischer Kunsthändler, Kunstsammler, Kurator, Historiker und Autor
- Arwatow, Boris Ignatjewitsch (1896–1940), russischer Literaturwissenschaftler

### Arwe
- Arweiler, Alexander (* 1967), deutscher Klassischer Philologe
- Arweiler, Jonas (* 1997), deutscher Fußballspieler
- Arweiler, Pascal (* 1992), deutscher Politiker (SPD)
- Arweladse, Artschil (* 1973), georgischer Fußballspieler

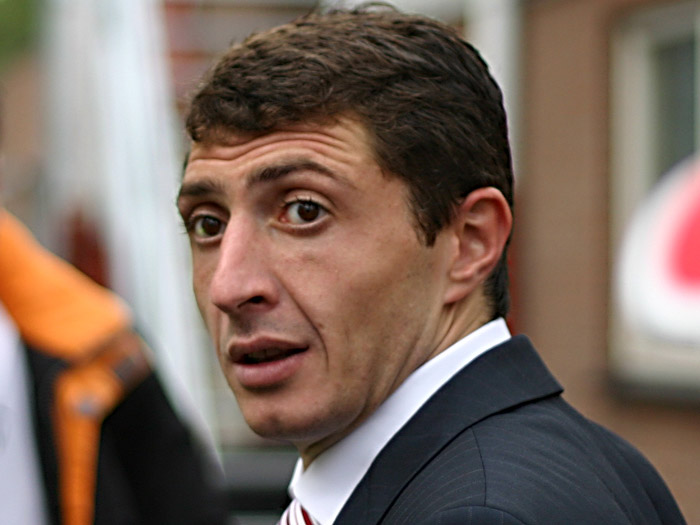
Schota Arweladse (* 1973)

- Arweladse, Giorgi (* 1978), georgischer Politiker
- Arweladse, Rewas (* 1969), georgischer Fußballspieler und -trainer
- Arweladse, Schota (* 1973), georgischer Fußballspieler und -trainerSchota Arweladse (* 1973)

### Arwi
- Arwidson, Lars-Göran (* 1946), schwedischer Biathlet
- Arwidson, Tobias (* 1988), schwedischer Biathlet
- Arwidsson, Adolf Ivar (1791–1858), finnischer Politiker, Schriftsteller und Historiker
- Arwidsson, Greta (1906–1998), schwedische Archäologin
- Arwitz, Tommy (1944–2023), schwedischer Diplomat, Botschafter